# Рио-Платано
Ри́о-Пла́тано (исп. Río Plátano) — биосферный заповедник Гондураса. Расположен в северо-восточной части страны, на территории трёх департаментов: Грасьяс-а-Дьос, Колон, Оланчо. Назван по реке Рио-Платано (с исп: «Банановая река»), которая протекает по заповеднику и впадает в Карибское море. Образован в 1982 году. Общая площадь 5250 км². Внесен в список Всемирного наследия ЮНЕСКО. На территории заповедника проживает около 2000 человек народности москито, ведущих традиционный уклад жизни.
Большая часть заповедника представляет собой влажные, тропические леса, достигающих местами в высоту 130 метров, сосновые саванны, галерейные леса в долинах рек, пальмовые болота и мангровые заросли на морском побережье.
В Рио-Платано встречается 5 видов семейства кошачьих (ягуар, пума, оцелот, ягуарунди и длиннохвостая кошка), 400 видов птиц, среди которых гарпия, гокко, попугаи ара и другие.
Несмотря на особый статус заповедника, правительство Гондураса не способно надлежащим образом обеспечить его сохранность. По информации «Агентства экологических расследований» (Environmental Investigation Agency — EIA) и «Центра международной политики» (Centre for International Policy) 80 % красного дерева, экспортируемого сегодня из Гондураса, добыто незаконными рубками. Около половины гондурасской древесины сосны, поступающей на экспорт, также вырублено незаконно. При нынешних темпах лесозаготовок красное дерево махагони в Гондурасе будет полностью вырублено в ближайшие 10—15 лет. Дополнительный ущерб парку наносили беженцы из Никарагуа, которые в годы гражданской войны массово селились на территории заповедника.
По этим причинам, в 1996 году Рио-Платано был включен в Список всемирного наследия, находящегося под угрозой. Наметившееся в первые годы XXI века улучшение ситуации позволило в 2007 году снять с парка статус находящегося под угрозой исчезновения. Однако статус был возвращён по запросу правительства Гондураса, рассмотренному на 35-й сессии Комитета Всемирного наследия в июне 2011 года.
Резерват является кандидатом на получение статуса «национальный парк».